# Kotli Loharan
Kotli Loharan (en ourdou : کوٹلی لوہاراں) est une ville pakistanaise située dans le district de Sialkot, dans le nord de la province du Pendjab. C'est la septième plus grande ville du district. Elle est située à près de soixante kilomètres au nord-est de Gujranwala et à proximité de la frontière indienne.
La population de la ville a été multipliée par près de deux entre 1981 et 2017 selon les recensements officiels, passant de 12 836 habitants à 24 125. Entre 1998 et 2017, la croissance annuelle moyenne s'affiche à 1,4 %, nettement inférieure à la moyenne nationale de 2,4 %. Selon le recensement de 2023, la population de la ville monte à 37 063 habitants.
|            | 1981 (rec.) | 1998 (rec.) | 2017 (rec.) | 2023 (rec.) |
| ---------- | ----------- | ----------- | ----------- | ----------- |
| Population | 12 836      | 18 374      | 24 125      | 37 063      |